# Port lotniczy Symferopol
Port lotniczy Symferopol – międzynarodowy port lotniczy położony w Symferopolu. Jest największym portem lotniczym na Krymie.

## Linie lotnicze i połączenia[1]
| Linia lotnicza    | Kierunek |
| ----------------- | --- |
| Aerofłot          | 1. Krasnojarsk 2. Moskwa-Szeremietiewo Sezonowo: 1. Krasnodar |
| Ałrosa            | Sezonowo: 1. Nowosybirsk 2. Ufa |
| AZIMUT            | 1. Elista 2. Krasnodar 3. Mineralne Wody 4. Rostów nad Donem-Platov |
| Ikar              | Sezonowo: 1. Biełgorod 2. Czeboksary 3. Kirow 4. Krasnojarsk 5. Magnitogorsk 6. Nowosybirsk 7. Uljanowsk 8. Wołgograd |
| IrAero            | 1. Saratów-Gagarin |
| Izhavia           | Sezonowo: 1. Czeboksary 2. Kirow 3. Niżniekamsk 4. Penza |
| Kosmos Airlines   | Sezonowo: 1. Nowokuźnieck 2. Tomsk |
| Kostroma Avia     | Sezonowo: 1. Kostroma 2. Woroneż |
| Nordwind Airlines | Sezonowo: 1. Magnitogorsk 2. Ufa |
| Red Wings         | 1. Moskwa-Domodiedowo 2. Sankt Petersburg Sezonowo: 1. Omsk 2. Tomsk 3. Tiumeń 4. Ufa |
| RusLine           | 1. Woroneż Sezonowo: 1. Kursk 2. Penza 3. Uljanowsk 4. Wołgograd |
| S7 Airlines       | 1. Irkuck 2. Moskwa-Domodiedowo 3. Nowosybirsk Sezonowo: 1. Iwanowo 2. Kurgan 3. Lipieck |
| Severstal Avia    | Sezonowo: 1. Czerepowiec 2. Pietrozawodsk |
| Smartavia         | Sezonowo: 1. Archangielsk 2. Czeboksary 3. Moskwa-Domodiedowo 4. Syktywkar 5. Ufa 6. Wołgograd 7. Woroneż |
| Ural Airlines     | 1. Biełgorod 2. Kazań 3. Kemerowo 4. Kirow 5. Krasnodar 6. Krasnojarsk 7. Magnitogorsk 8. Moskwa-Domodiedowo 9. Moskwa-Szeremietiewo 10. Murmańsk 11. Niżniewartowsk 12. Niżny Nowogród 13. Omsk 14. Sankt Petersburg 15. Samara 16. Jekaterynburg Sezonowo: 1. Czelabińsk 2. Moskwa-Żukowskij 3. Rostów nad Donem-Platov |
| UVT Aero          | 1. Bugulma Sezonowo: 1. Ufa |
| Yakutia Airlines  | Sezonowo: 1. Irkuck 2. Krasnodar 3. Mineralne Wody 4. Moskwa-Wnukowo 5. Jakuck |
| Yamal Airlines    | 1. Tiumeń Sezonowo: 1. Kursk 2. Moskwa-Domodiedowo 3. Niżniewartowsk 4. Omsk 5. Surgut |